# Bożęcin (województwo świętokrzyskie)
Bożęcin – wieś w Polsce położona w województwie świętokrzyskim, w powiecie sandomierskim, w gminie Wilczyce.
W latach 1975–1998 miejscowość administracyjnie należała do województwa tarnobrzeskiego.

## Historia
Między 16, a 23 lutego 1661 roku jak podawała najstarsza polska gazeta Merkuriusz Polski Ordynaryjny król polski Jan II Kazimierz Waza zmierzając do Warszawy wraz z dworem nocował jedną noc w Bożęcinie.